# Homole u Panny
Homole u Panny település Csehországban, az Ústí nad Labem-i járásban. Homole u Panny Třebušín, Lovečkovice, Malé Březno, Malečov, Velké Březno és Zubrnice településekkel határos. Lakosainak száma 403 fő (2024. január 1.).

## Népesség
A település lakosságának változását az alábbi diagram mutatja:
| Lakosok száma | 1177 | 1109 | 961  | 455  | 286  | 356  | 361  | 370  | 391  | 403  |
|               | 1869 | 1890 | 1921 | 1950 | 1980 | 2001 | 2017 | 2019 | 2022 | 2024 |